# Сельский округ имени Сакена Сейфуллина
Се́льский окру́г и́мени Саке́на Сейфу́ллина (каз. Сәкен Сейфуллин ауылдық округі) — административная единица в составе Зерендинского района Акмолинской области Республики Казахстан. Административный центр — посёлок Бирлестик.

## География
Сельский округ расположен на севере района, граничит:
- на востоке и севере с Тайыншинским районом Северо-Казахстанской области,
- на юго-востоке с Конысбайским сельским округом,
- на юге с Симферопольским сельским округом,
- на западе с Кызылсаянским сельским округом.

## История
В 1989 году, на территории нынешнего сельского округа существовали следующие административные единицы: Бирлестикский поссовет (пгт Бирлестик), Сейфуллинский сельсовет (сёла Сейфуллино, Жанатлек, Караозек) входившие тогда в состав Кокчетавского района.
В 2010 году, в состав сельского округа вошёл посёлок Бирлестик, на статусе административного центра.

## Население
| Численность населения | Численность населения | Численность населения |
| 1989                  | 1999                  | 2009                  |
| --------------------- | --------------------- | --------------------- |
| 1580                  | ↘1221                 | ↘825                  |

## Состав
В состав сельского округа входят 4 населённых пунктов.
| № | Населённый пункт | Тип населённого пункта | Население, 1989 | Население, 1999 | Население, 2009 |
| - | ---------------- | ---------------------- | --------------- | --------------- | --------------- |
| 1 | Бирлестик        | посёлок                | 2 443           | 898             | 648             |
| 2 | Жанатлек         | село                   | 152             | 157             | 117             |
| 3 | Караозек         | село                   | 229             | 263             | 177             |
| 4 | Сейфуллино       | село                   | 1 119           | 801             | 531             |